# Linzer Programm (Christliche Arbeiterbewegung)
Das Linzer Programm von 1923 war ein Grundsatzpapier der christlichen Arbeiterbewegung, das von Karl Lugmayer verfasst und am 13. August 1923 beim Reichsverbandstag der Christlichen Arbeiterbewegung in Linz beschlossen wurde. Es forderte den Interessensausgleich zwischen Unternehmern und Arbeiterschaft, der im Rahmen einer berufsständischen Ordnung verwirklicht werden sollte.

## Inhalt
Der erste Teil des Linzer Programms beschreibt die ideologische Grundanschauung auf Basis der christlichen Lehre, wobei direkt auf biblische Quelle und auf die Enzyklika Rerum Novarum verwiesen wird. Arbeit und Eigentum werden aus christlicher Sicht abgewogen. Eigentum soll sich zwar in privaten Händen befinden, aber gleichzeitig in den Dienst der Gesellschaft gestellt werden.
Der zweite Teil beschäftigt sich mit der gesellschaftlich-wirtschaftlichen Stellung der Arbeiterschaft. Für die christliche Arbeiterbewegung ist die Betonung der Würde jeder einzelnen (arbeitenden) Person charakteristisch. „Betriebsherrschaft“ und „Arbeitergemeinde“ sollen „nach dem Grundsatz der Gerechtigkeit und gegenseitigen Hilfe“ zusammenarbeiten. Basis dafür sind gerechte Löhne und soziale Standards wie Arbeitszeitregelung, Sozialversicherung und Wohnraum. Innerhalb einer berufsständischen Ordnung wird die Selbstverwaltung der Gewerkschaften und der Aufbau von Betriebsräten und Vertrauensmännern in den Betrieben gefordert.
Der dritte Teil des Linzer Programms behandelt die politischen Grundsätze und bekennt sich zur Demokratie und zum freien Wahlrecht. Zurückgewiesen werden einerseits diktatorische „Staatsallmacht“ und andererseits der von den Sozialisten geforderte Klassenkampf zur Erreichung der politischen Ziele.